# Ilkka Remes
Ilkka Remes (ur. 29 lipca 1963 w Lahti) – fiński piłkarz występujący na pozycji obrońcy.

## Kariera klubowa
Remes przez całą swoją karierę występował w zespole FC Kuusysi. Dołączył do niego jako junior w 1974 roku, a w sezonie 1981 został włączony do pierwszej drużyny Kuusysi, grającej w drugiej lidze. W tamtym sezonie awansował z nią do pierwszej ligi i grał w niej do końca kariery w 1993 roku. Wraz z Kuusysi pięciokrotnie zdobył mistrzostwo Finlandii (1982, 1984, 1986, 1989, 1991), a także dwa razy Puchar Finlandii (1983, 1987).

## Kariera reprezentacyjna
W reprezentacji Finlandii Remes zadebiutował 20 lutego 1982 w zremisowanym 2:2 towarzyskim meczu ze Szwecją. 22 listopada 1984 w zremisowanym 2:2 towarzyskim pojedynku z Katarem strzelił swojego jedynego gola w kadrze. W latach 1982–1992 w drużynie narodowej rozegrał 25 spotkań.